# میتلبرون
میتلبرون (به فرانسوی: Mittelbronn) یک کمون در فرانسه است که در Canton of Phalsbourg واقع شده‌است.

## خصوصیات
میتلبرون ۷٫۷۱ کیلومترمربع مساحت و ۶۶۸ نفر جمعیت دارد و ۲۸۰ متر بالاتر از سطح دریا واقع شده‌است.